# Резня в Египте (2013)
Резня в Египте — разгром лагерей сторонников свергнутого президента Мухаммеда Мурси военными 14 августа 2013 года.
В результате в некоторых городах по всей стране последовали массовые столкновения. В ответ в стране было объявлено чрезвычайное положение, а во многих областях введён комендантский час. По данным министерства здравоохранения Египта, число погибших достигло 525 человек, из которых 482 — гражданские лица, а 43 — полицейские. По состоянию на 15 августа ранены по меньшей мере 3717 человек.
К началу операции сторонники свергнутого президента располагались в двух палаточных лагерях: на площади Нахда на западе Каира (у Каирского университета) и возле мечети Рабаа Аль-Адавия на востоке города

## Предыстория
После революции 2011 года и периода нестабильности, завершившийся свержением президента Мухамеда Мурси в начале июля 2013 года, десятки тысяч сторонников Мурси начали организовывать лагеря протестующих, призывая к возвращению к власти свергнутого президента. Протестующие и временное правительство оставались в противостоянии в течение шести недель, внутренние и внешние силы призывали все стороны конфликта работать в направлении демократического решения. Новое правительство несколько раз угрожало разгоном лагерей. Предполагалось, что даже был объявлен ультиматум до 14 августа; однако Аль-Азхар отрицает, что подобное предупреждение было. Инициативы, принятые для попытки разрешить конфликт, в том числе усилиями арабских стран Персидского залива, ЕС и США, не дали положительных результатов перед властями государства.
3 августа 2013 года военное правительство отдало приказ о блокаде палаточных лагерей

## Столкновения
Примерно в 7:00 утра 14 августа 2013 года силы безопасности Египта начали движение к двум лагерям протестующих в Каире. По данным египетского МВД, изначальный план состоял в том, чтобы постепенно приостановить протесты, отрезав линии снабжения и обеспечив безопасный выход для тех, кто решил уйти. Однако к 8:00 утра ситуация обострилась. Военные использовали бульдозеры и слезоточивый газ против толпы, также в операции были задействованы бронетехника и армейские вертолёты. Для разгона демонстрантов военные использовали снайперов. Обороняющие площадь Нахда исламисты взорвали несколько газовых баллонов. Представители военных отрицали факт расправы над демонстрантами, утверждая что огонь открывался только в ответ на стрельбу со стороны демонстрантов, вернее боевиков, использующих женщин и детей в качестве живого щита. Сами демонстранты отрицали наличие в своих рядах организованных групп боевиков. Основным оружием сопротивления были камни и бутылки с зажигательной смесью, которые, впрочем, и стали причиной пожаров в палаточных лагерях.
Сразу после утреннего разгона, Национальный альянс поддержки легитимности призвала своих членов выйти на улицы, «чтобы остановить резню». Насилие быстро распространилось по столице. Исламисты начали изготовлять бутылки с зажигательной смесью. Остальные хватали все, что можно было бы использовать в качестве оружия . Демонстранты блокировали важные дороги, останавливая движение. В конце утра сторонники Мурси прошли маршем к восточному Каиру. К полудню улицы были пусты. Во второй половине дня протестующие оттеснили полицию к больнице. Однако снайперы продолжали стрелять в тех, кто пытался в неё войти. С наступлением сумерек правительственные войска взяли под контроль уничтожение того, что осталось от лагерей протеста. Вечером под главной площадью сидячей забастовки Рабба аль-Адавии было найдено 20 трупов со следами пыток, которые позже отправили в морг.

## Число убитых
По данным египетского министерства здравоохранения, по меньшей мере 235 человек погибли 14 августа. По данным Министерства внутренних дел среди них были 43 офицера полиции. По оценкам, 900 человек получили ранения и ещё несколько сотен были арестованы. По данным New York Times, эти цифры, скорее всего, будут расти по мере поступления информации . Братья-мусульмане оценили число погибших в 2000 человек. Среди погибших оказалось много подростков. На следующее утро погибли по меньшей мере 525 человек, из которых 482 были гражданскими лицами (в том числе около 200 в Каире), более 3700 ранены, по данным министра здравоохранения Мухаммеда Фатхаллы.

## Последствия
После сообщений о событиях в Каире многие люди вышли на улицы. По стране прокатилась волна насилия. В Гизе разъярённая толпа напала на полицейский участок. Всего был атакован, согласно информации МВД Египта, 21 участок. На юге Египта были сожжены дотла от двух до семи коптских церквей. В результате христианские активисты обвинили сторонников Мурси в введении «войны возмездия против коптов в Египте». По данным правительства, сторонники «Братьев-мусульман» атаковали правительственные штаб-квартиры в нескольких провинциях. Сторонники Мурси провели акции солидарности против репрессий в Исмаилии, Александрии, Суэце, Асуане и в других городах страны. В случае нарушения комендантского часа, сторонники Мурси пообещали вернуться на улицы, чтобы продолжить свою агитацию. Банки и Каирский фондовый рынок закрыли до 15 августа. Железнодорожное сообщение также было приостановлено.

## Чрезвычайное положение
Временное правительство ввело чрезвычайное положение сроком на один месяц. Таким образом, право на судебное разбирательство и надлежащие правовые процедуры закона было приостановлено. В 19:00 в 14 из 27 провинций (Каир, Гиза, Александрия, Суэц, Исмаилия, Асьют, Сохаг, Бени Суэф, Минья, Бехейра, Южный Синай, Северный Синай, Фаюм и Кена) был объявлен комендантский час. На следующий день отменили комендантский час в Южном Синае, чтобы избежать вреда туризму в городе Шарм-эш-Шейх. Армия обещала решительно обеспечить соблюдение комендантского часа. Комендантский час будет приведен в исполнение с 21:00-06:00 в течение месяца, наряду с чрезвычайным положением.

## Реакция
Внутренняя
Временный вице-президент Мохаммед эль-Барадеи подал в отставку в знак протеста против разгона, заявив, что его совесть была обеспокоена в связи с гибелью мирных жителей «в частности, как я считаю, можно было бы избежать подобного. Стало слишком трудно продолжать нести ответственность за решения, с которыми я не согласен и за последствия которых я боюсь»". Временный премьер-министр Хазем аль-Беблауи похвалил силы безопасности за проделанную работу, говоря, что «мы обнаружили, что вопросы достигли такой точки, что никакое уважающее себя государство с ними не может согласиться … распространение анархии и нападения на больницы и полицейские участки.» Эль-Бельтаги утверждал, что люди поднялись и нанесут удар за восстановление демократии говоря: «Полицейское государство пришло к концу». Государственное телевидение утверждало, что лагеря протеста были очищены «в высшей степени цивилизованно», в то время как временное правительство выпустило заявление об одобрении работы сил безопасности и обвинении исламистов за многочисленные потери. Правительство также называют рейды необходимыми и сообщило, что полиция конфисковала оружие из лагерей. Пресс-служба Братьев-мусульман в Лондоне выступило с заявлением, что мир «не может сидеть сложа руки и смотреть, как невинных мужчин, женщин и детей, в настоящее время убивают без разбора. Мир должен выступить против преступлений военной хунты, пока не стало слишком поздно.»
Верховный имам Ахмед Эль-Тайеб призвал к «сдержанности», говоря, что Аль-Азхар стремится к поиску политического решения ситуации. Коптская Церковь осудила нападения на церкви и призвала армию навести порядок. Партия «Аль-Нур» призвала протестующих проявлять сдержанность, но сообщила, что репрессии теперь ещё больше осложнят политический процесс. Молодёжное движение 6 апреля обвинило «армию, МВД и Братьев-мусульман» в насилии.